# Dark Star
Pour les articles homonymes, voir Dark Star (homonymie).
Pour plus de détails, voir Fiche technique et Distribution.
Dark Star ou Dark Star - L'étoile noire est un film de science-fiction américain réalisé par John Carpenter et sorti en 1974.
Il s'agit du premier long métrage de John Carpenter, alors âgé de vingt-cinq ans. À l'origine, Dark Star ne devait être qu'un court métrage d'une quarantaine de minutes.
En France, ce film sort à nouveau en janvier 1999 au Festival Travelling de Rennes et en mai 2000 au Festival de Cannes.

## Synopsis
Au XXIIe siècle, le Dark Star est un vaisseau spatial terrien. Les membres d'équipage ont pour mission de détruire des planètes lointaines instables dont l'orbite risque de dévier vers leur étoile et déclencher des supernovas. Exerçant cette activité depuis vingt ans, l'équipage a basculé lentement dans la solitude et l'ennui. Le lancement de la bombe no 19 vers une planète instable est un succès. Mais, en percutant un nuage électromagnétique, le vaisseau est endommagé.

## Fiche technique
Sauf indication contraire, les informations mentionnées dans cette section peuvent être confirmées par la base de données cinématographiques IMDb,  présente dans la section « Liens externes ».
- Titre original : Dark Star
- Titre australien : John Carpenter's Dark Star
- Titre français : Dark Star - L'étoile noire
- Réalisation : John Carpenter
- Scénario : John Carpenter et Dan O'Bannon, d'après leur histoire originale
- Musique : John Carpenter
- Montage : Dan O'Bannon
- Décors : Dan O'Bannon
- Photographie : Douglas Knapp
- Son : Nina Kleinberg
- Production : John Carpenter
- Production déléguée : Jack H. Harris
- Production associée : J. Stein Kaplan
- Sociétés de production : Jack H. Harris Enterprises et l'université du Sud de la Californie
- Sociétés de distribution : Jack H. Harris Enterprises (États-Unis), Bryanston Distributing (États-Unis, ressortie)
- Budget : 60 000 dollars
- Format : couleur (Metrocolor) — 16 mm — 1,85:1 — son mono
- Genre : science-fiction, comédie, fantastique
- Durée : 83 minutes
- Pays de production :  États-Unis
- Langue originale : anglais
- Dates de sortie[3] :
  - États-Unis : avril 1974
  - France : 9 juillet 1980

## Distribution

### L'équipage
- Brian Narelle (VF : Philippe Bellay) : lieutenant Doolittle
- Dre Pahich (VF : Guy Chapellier) : Talby
- Cal Cuniholm  (VF : José Luccioni)  : Boiler
- Dan O'Bannon  (VF : Vincent Violette)  : le sergent Pinback / Bill Frugge

### Autres
- Joe Saunders : commandant Powell
- Barbara Knapp : l'ordinateur de bord
- Miles Watkins : le contrôleur de mission (voix)
- Nick Castle : l'alien
- Dan O'Bannon : Bombe no 19 (crédité comme Alan Sheretz)
- Dan O'Bannon : Bombe no 20 (crédité comme Adam Beckenbaugh)

## Production

### Scénario
John Carpenter et Dan O'Bannon ont écrit le scénario ensemble alors qu'ils étudient à l'université du Sud de la Californie. Cinq ans plus tard, Dan O'Bannon reprendra quelques idées pour le scénario du film Alien, le huitième passager de Ridley Scott.

### Tournage
John Carpenter, en pleine dernière année d'études, tourna un court-métrage de quarante-cinq minutes et, une fois obtenu son diplôme, afin d'achever son film, il trouva un distributeur qui accepta de lui donner un peu d'argent, ce qui lui faisait un budget final de soixante mille dollars.
Plus tard, le réalisateur décrira son film comme « En attendant Godot dans l'espace ».

### Musique
Albums de John Carpenter
The Resurrection of Broncho Billy
(1970) Assaut
(1976)
La chanson jouée pendant l'introduction et le générique est Benson, Arizona. La musique a été écrite par John Carpenter, et les paroles par Bill Taylor. Un album est sorti en vinyle en 1980 avec seulement deux pistes mais d'une durée de 25 minutes chacune. En mai 2015, un album est commercialisé avec d'autres morceaux du film et ceux d’Assaut, le film suivant de John Carpenter.
| Liste des titres (vinyle, 1980) | Liste des titres (vinyle, 1980)                   | Liste des titres (vinyle, 1980) | Liste des titres (vinyle, 1980) | Liste des titres (vinyle, 1980) | Liste des titres (vinyle, 1980) | Liste des titres (vinyle, 1980) | Liste des titres (vinyle, 1980) | Liste des titres (vinyle, 1980) | Liste des titres (vinyle, 1980) |
| No                              | Titre                                             | Durée                           |                                 |                                 |                                 |                                 |                                 |                                 |                                 |
| ------------------------------- | ------------------------------------------------- | ------------------------------- | ------------------------------- | ------------------------------- | ------------------------------- | ------------------------------- | ------------------------------- | ------------------------------- | ------------------------------- |
| 1.                              | Music, Sound Effects And Dialogue Excerpts Part 1 | 25:10                           |                                 |                                 |                                 |                                 |                                 |                                 |                                 |
| 2.                              | Music, Sound Effects And Dialogue Excerpts Part 2 | 25:51                           |                                 |                                 |                                 |                                 |                                 |                                 |                                 |
| 51:01                           |                                                   |                                 |                                 |                                 |                                 |                                 |                                 |                                 |                                 |

## Accueil
Le film, distribué dans cinquante cinémas sur le territoire américain, en janvier 1975, passe inaperçu à sa sortie. Carpenter et O'Bannon ont signalé des salles presque vides et peu de réactions à l'humour du film. Il est ressorti en juin 1979, distribué par Atlantic Releasing Corporation, au moment où Carpenter et O'Bannon connaissent leurs succès avec Halloween : La Nuit des masques pour le premier et Alien pour le second. Il faudra attendre la sortie en vidéo au début des années 1980 pour obtenir le statut de film culte auprès des fans de science-fiction,.
En France, le long-métrage sort à l'été 1980, à la suite du succès de Fog et totalise 27 862 entrées.

## Distinctions

### Récompense
- Saturn Awards 1976 : meilleurs effets spéciaux[15]

### Nominations
- Prix Hugo 1976 : meilleur film dramatique
- Prix Nebula 1976 : meilleur scénario dramatique

## Sortie en vidéo
Le 22 janvier 2014, le film sort en édition Collector 2 DVD + 1 BLU-RAY, remastérisé chez l'éditeur Carlotta Films.